# أكيرا كاجي
أكيرا كاجي (باليابانية: 加地 亮 كاجي أكيرا)، من مواليد 13 يناير 1980 في مينامي إواجي هيوغو في اليابان ، لاعب كرة قدم ياباني مع نادي غامبا أوساكا.

## مسيرته
بدأ مسيرته الكروية مع نادي سيريزو أوساكا في موسم 1998، ولعب معهم 24 مباراة، حيث ظهر في أول مباراة في 25 يوليو، 1998 مع افيسبا فوكوكا. في موسم 2000/2001، أعير إلى نادي أويتا ترينيتا، ولعب معهم 75 مباراة وسجل 3 أهداف، وفي عام 2002 انتقل إلى إف سي طوكيو، ولعب معهم حتى عام 2005، وشارك معهم في 89 مباراة وسجل هدف واحد، قام مدير الفريق هيرومي هارا بجعله لاعباً أساسياً وأسند إليه الهجوم. حيث ربح فريقه غامبا أوساكا الدوري الياباني لعام 2004 بهزمه فريق أوراوا ريد دياموندز في المباراة النهائية وذلك بإحرازه الفوز في ضربات الترجيح.
ومنذ عام 2006 وهو يلعب مع نادي غامبا أوساكا. وقد بدأ باللعب مع منتخب اليابان لكرة القدم في عام 2003.

## روابط خارجية
- أكيرا كاجي على موقع الاتحاد الدولي (مؤرشف)  (الإنجليزية)
- أكيرا كاجي على موقع رابطة كرة القدم اليابانية للمحترفين (اليابانية)
- أكيرا كاجي على موقع الدوري الأمريكي (الإنجليزية)
- أكيرا كاجي على موقع قاعدة بيانات كرة القدم.إي يو (الإنجليزية)
- أكيرا كاجي على موقع بيانات كرة القدم. دي إي (الألمانية)
- أكيرا كاجي على موقع ناشيونال فوتبول تيمز (الإنجليزية)
- أكيرا كاجي على موقع Soccerbase.com (لاعب) (الإنجليزية)
- أكيرا كاجي على موقع Soccerway.com (الإنجليزية)
- أكيرا كاجي على موقع عالم كرة القدم.نت (الإنجليزية)